# Spilosoma jucunda
Spilosoma jucunda là một loài bướm đêm thuộc phân họ Arctiinae, họ Erebidae.